# 玛德莲蛋糕

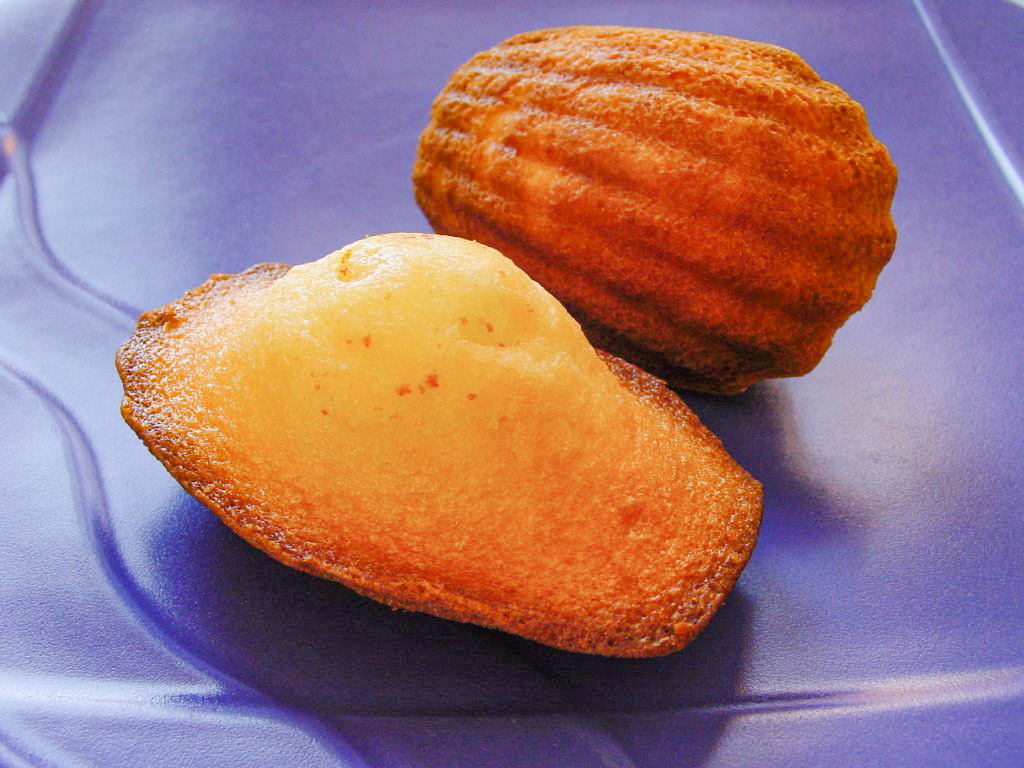
玛德莲蛋糕

玛德莲蛋糕（法語：madeleine，法語發音：[mad.lɛn]，petite madeleine），簡稱瑪德蓮、又稱貝殼蛋糕，是一种传统的贝壳形状的小蛋糕，以浓稠且呈膏狀的質地為特點，奶油的味道極厚重，像檸檬口味的磅蛋糕。
貝殼蛋糕發源自法国东北部洛林大区的两个市镇科梅尔西和利韋爾丹，它的原型是義大利的傑諾瓦士蛋糕，其麵糊是一樣的，但是貝殼蛋糕需要放置在贝壳状的模具中烤制，還會是加入细磨的坚果和檸檬。通常採用杏仁作為唯一堅果，而柠檬則是加入皮丝或者檸檬汁均可，這使貝殼蛋糕具有一種杏仁和柠檬結合的特殊香氣。

## 历史

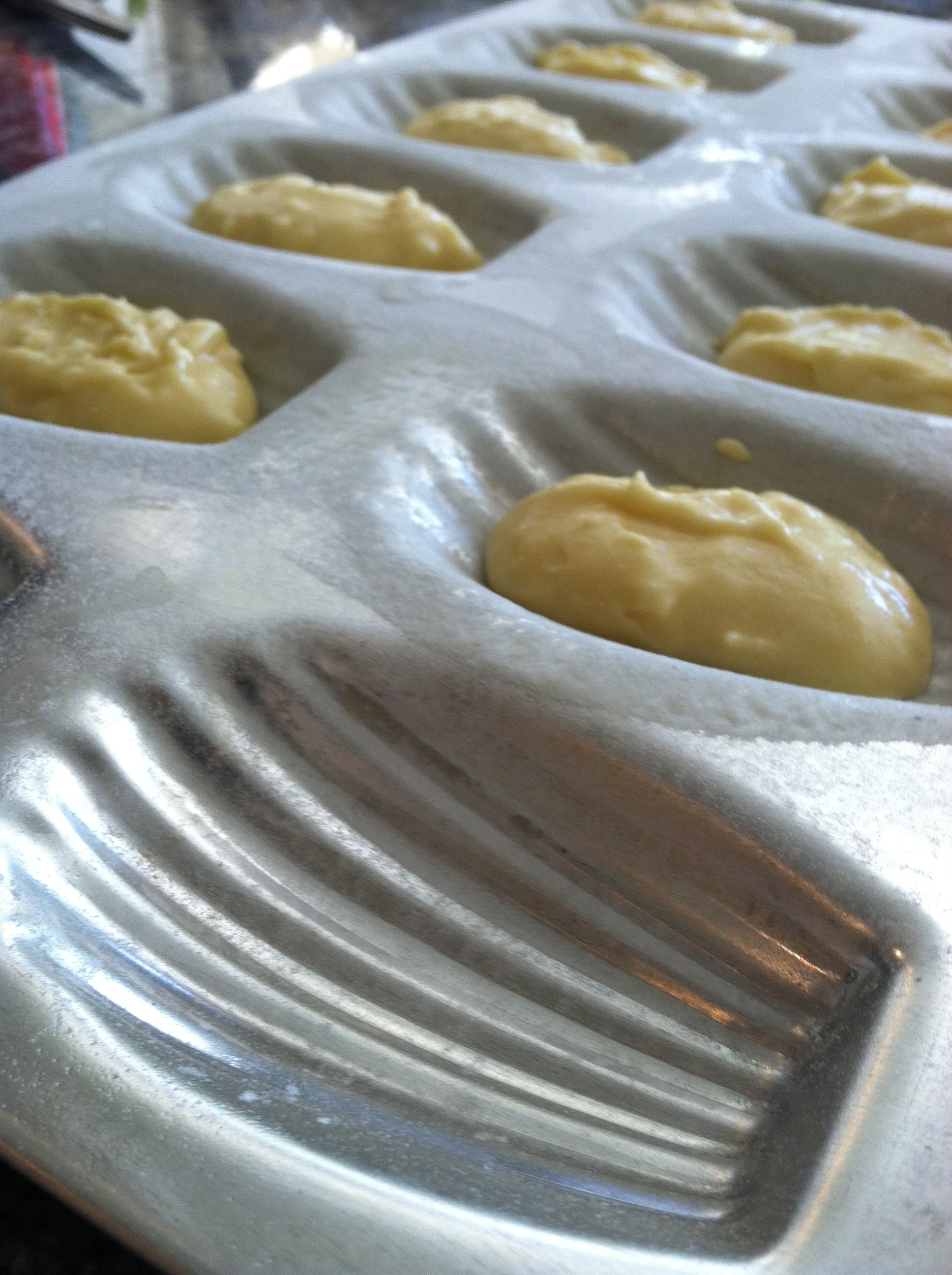
玛德莲蛋糕贝壳形状模子

玛德莲蛋糕的历史起源是有争议的，新牛津美国词典等资料称玛德莲蛋糕可能得名于一位19世纪的糕点厨师 Madeleine Paulmier，但其他一些文献说 Madeleine Paulmier 是18世纪路易十五的岳父、波兰国王、洛林公爵斯坦尼斯瓦夫一世的一位女厨师，斯坦尼斯瓦夫一世将此蛋糕由洛林推广到凡尔赛宫廷以及整个法国。《Larousse Gastronomique》提供了关于玛德莲蛋糕的两个互相冲突的版本。
在2006年歐洲日，歐洲聯盟輪任主席國奥地利發起的歐洲咖啡館活動中，玛德莲蛋糕被选为代表法国的甜食。

## 文学
在法国文学家普鲁斯特著名小说追忆似水年华（如卷一《在斯万家那边》）中，玛德莲蛋糕或称“小玛德莲蛋糕”多次在文中出现。玛德莲蛋糕混合在椴树茶中的味道使“叙述者——我”回忆到自己的童年，因而成为青年马塞尔开始努力找回失去的时光并促成写作的催化剂。因此，玛德莲蛋糕也渐渐具有代表普鲁斯特（及其作品）与意识流小说含义的重要符号（标示）与象征物。